# Saison 2018-2019 du Hertha Berlin
Maillots
Chronologie
Saison précédente Saison suivante
La saison 2018-2019 est la 6e saison du Hertha Berlin consécutive en Bundesliga.

## Transferts

### Transferts estivaux
| Nom                  | Nationalité | Poste     | Transfert                     | Provenance/Destination | Division       |
| -------------------- | ----------- | --------- | ----------------------------- | ---------------------- | -------------- |
| Arrivées             |             |           |                               |                        |                |
| Valentino Lazaro     | Autriche    | Milieu    | Transfert (6.5M€)             | RB Salzbourg           | Bundesliga     |
| Pascal Köpke         | Allemagne   | Attaquant | Transfert (2M€)               | FC Erzgebirge Aue      | 2.Bundesliga   |
| Lukas Klünter        | Allemagne   | Défenseur | Transfert (2M€)               | FC Cologne             | 2.Bundesliga   |
| Marko Grujić         | Serbie      | Milieu    | Prêt                          | Liverpool FC           | Premier League |
| Javairô Dilrosun     | Pays-Bas    | Attaquant | Transfert                     | Manchester City U23    | -              |
| Derrick Luckassen    | Pays-Bas    | Défenseur | Prêt                          | PSV Eindhoven          | Eredivisie     |
| Dennis Smarsch       | Allemagne   | Gardien   | Premier contrat professionnel | Hertha Berlin U19      | -              |
| Maximilian Pronichev | Russie      | Attaquant | Premier contrat professionnel | Hertha Berlin II       | -              |
| Dennis Jastrzembski  | Allemagne   | Attaquant | Premier contrat professionnel | Hertha Berlin U19      | -              |
| Maurice Covic        | Allemagne   | Attaquant | Premier contrat professionnel | Hertha Berlin II       | -              |
| Muhammed Kiprit      | Allemagne   | Attaquant | Premier contrat professionnel | Hertha Berlin U19      | -              |
| Nils-Jonathan Körber | Allemagne   | Gardien   | Retour de prêt                | Preußen Münster        | 3.Liga         |
| Marius Gersbeck      | Allemagne   | Gardien   | Retour de prêt                | VfL Osnabrück          | 3.Liga         |
| Genki Haraguchi      | Japon       | Attaquant | Retour de prêt                | Fortuna Düsseldorf     | 2.Bundesliga   |
| Départs              |             |           |                               |                        |                |
| Mitchell Weiser      | Allemagne   | Défenseur | Transfert (12M€)              | Bayer Leverkusen       | Bundesliga     |
| Genki Haraguchi      | Japon       | Attaquant | Transfert (4.5M€)             | Hanovre 96             | Bundesliga     |
| Julian Schieber      | Allemagne   | Attaquant | Transfert                     | FC Augsbourg           | Bundesliga     |
| Nils-Jonathan Körber | Allemagne   | Gardien   | Prêt                          | VfL Osnabrück          | 3.Liga         |
| Maximilian Pronichev | Russie      | Attaquant | Prêt                          | FC Erzgebirge Aue      | 2.Bundesliga   |
| Valentino Lazaro     | Autriche    | Milieu    | Fin de prêt                   | RB Salzbourg           | Bundesliga     |

### Transferts hivernaux
| Nom                  | Nationalité | Poste     | Transfert | Provenance/Destination | Division           |
| -------------------- | ----------- | --------- | --------- | ---------------------- | ------------------ |
| Arrivées             |             |           |           |                        |                    |
| Départs              |             |           |           |                        |                    |
| Alexander Esswein    | Allemagne   | Attaquant | Prêt      | VfB Stuttgart          | Bundesliga         |
| Maximilian Pronichev | Russie      | Attaquant | Prêt      | Hallescher FC          | 3.Liga             |
| Sidney Friede        | Allemagne   | Milieu    | Prêt      | Royal Excel Mouscron   | Division 1 amateur |
| Sinan Kurt           | Allemagne   | Attaquant | Transfert | WSG Wattens            | 2. Liga            |
| Muhammed Kiprit      | Allemagne   | Attaquant | Prêt      | FC Wacker Innsbruck    | Bundesliga         |

## Compétitions
| Onzième 43 points  | Premier tour |
| 11V 10N 13D        | 2V 0N 0D     |
| TOTAL: 13V 10N 13D |              |

### Championnat

#### Journées 1 à 5
Pour son premier match de la saison en Bundesliga, le Hertha Berlin affronte Nuremberg, dans ce match, le Hertha domine et s'impose 1-0.  Dimanche 2 septembre, le Hertha affronte Schalke qui est une série de 10 victoires consécutives dans son stade mais cette statistique ne permet pas à Schalke d'échapper à la défaite et le Hertha continue sur sa lancée, victoire 2-0. Pour ce troisième match le Hertha affronte le WfL Wolfsburg, les deux équipes sont sur un très bon début de saison mais cette fois si aucune ne se démarque, 2-2. Pour le quatrième match, le Hertha affronte M'Gladbach, le Hertha marque quatre buts et en encaisse deux à l'Olympiastadion, il s'impose sur le score de 4-2. Cinquième match, il est temps pour Berlin d'affronter le Werder. Alors que le début de saison de Berlin et bluffant, celui de Brême l'est tout autant, cependant ce match se soldera par la première défaite de la saison pour Berlin. Le Hertha encaisse rapidement deux buts et le match est déjà plié à la mi-temps.

#### Journées 6 à 10
Premier succès du Hertha face au Bayern en neuf ans ! D'abord dominant en première période puis dominés en seconde, les Berlinois auront su maîtriser les assauts bavarois tout en se projetant vers l'avant quand il le fallait. Le Hertha rejoint son adversaire du soir en tête de la Bundesliga avant la suite de la 6e journée. Au vu du match contre le Bayern on aurait pu s'attendre à mieux mais au terme d'un match pauvre en occasions à l' Opel Arena, le FSV Mayence 05 et l'Hertha Berlin se sont partagé les points. Le 21 octobre, au Stade olympique de Berlin, le Hertha et Fribourg ont également fait jeu égal, le deuxième match nul de suite pour les Berlinois avant une confrontation qui s'annonce plus que compliquée face à Dortmund. Lors de la neuvième journée, le Hertha réussit à piéger Dortmund sur la pelouse du Signal Iduna Park, une performance arrachée dans le temps additionnel grâce à l'audace des Berlinois. Lors de la dixième journée, Leipzig prend le dessus sur le Hertha est les domines sur le score de 0-3, le Hertha restait sur trois matchs nuls, il est désormais l'heure de la défaite.

#### Journées 11 à 15
Face à un Düsseldorf déchainé qui se bat pour sa peau en Bundesliga, les hommes de Pal Dardaí subissent une lourde défaite sur le score de 4-1, seul Davie Selke sauve l'honneur grâce à son but en fin de match, tandis que Maximilian Mittelstädt ne trouve pas mieux à faire que de prendre un carton rouge en première période. De retour sur leur terrain de l'Olympiastadion, les Berlinois encaissent un but dès la première minute face à Hoffenheim avant qu'un scénario fou se produise tout le long du match qui se terminera sans vainqueur sur le score de 3-3. Face à Hanovre, il serait bon de mettre fin à la série pathétique en cours de six matchs sans victoire ce qui pourrait permettre de remonter au classement et de relancer la machine, ce qui sera le cas grâce à un Jordan Torunarigha en pleine forme, Berlin s'impose 0-2. De retour à l'Olympiastadion, les berlinois se verrait bien enchainé face à une équipe en forme cette saison en la personne de l'Eintracht Francfort, bien aidés par un public bouillant, les Berlinois ont pris l'avantage en fin de première période, ce qui permet aux Berlinois de revenir à la hauteur de leurs adversaires du soir. Hélas lors de la quinzième journée le Hertha subit une rechute face a Stuttgart et mettent déjà fin à leur petite série de deux victoires consécutives.

#### Journées 16 et 17
De nouveau dans son stade le Hertha veut accrocher un bon résultat face à Augsbourg mais malgré un nombre de tirs plus important que son adversaire, il ne parviennent pas à s'imposer, les deux équipes se quitteront en partageant les points. Pour finir une phase aller en demi-teinte les Berlinois se déplacent à Leverkusen, un Leverkusen qui tout comme Berlin réalise un début de saison en dents de scie, cependant les Berlinois ne parviendront pas à battre leurs adversaires du jour et s'inclineront sur le score de 3-1.

#### Classement
| Rang | Équipe               | Pts | J  | G  | N  | P  | Bp | Bc | Diff |
| ---- | -------------------- | --- | -- | -- | -- | -- | -- | -- | ---- |
| 9    | Hoffenheim           | 51  | 34 | 13 | 12 | 9  | 70 | 52 | +18  |
| 10   | Fortuna Düsseldorf P | 44  | 34 | 13 | 5  | 16 | 49 | 65 | −16  |
| 11   | Hertha Berlin        | 43  | 34 | 11 | 10 | 13 | 49 | 57 | −8   |
| 12   | FSV Mayence          | 43  | 34 | 12 | 7  | 15 | 46 | 57 | −11  |
| 13   | SC Fribourg          | 36  | 34 | 8  | 12 | 14 | 46 | 61 | −15  |

#### Évolution du classement et des résultats
| Journée  | 1  | 2  | 3  | 4  | 5  | 6  | 7  | 8  | 9  | 10 | 11 | 12 | 13 | 14 | 15 | 16 | 17 | 18 | 19 | 20 | 21 | 22 | 23  | 24 | 25  | 26  | 27  | 28  | 29  | 30  | 31  | 32  | 33  | 34  | Journées en tête |
| -------- | -- | -- | -- | -- | -- | -- | -- | -- | -- | -- | -- | -- | -- | -- | -- | -- | -- | -- | -- | -- | -- | -- | --- | -- | --- | --- | --- | --- | --- | --- | --- | --- | --- | --- | ---------------- |
| Résultat | V  | V  | N  | V  | D  | V  | N  | N  | N  | D  | D  | N  | V  | V  | D  | N  | D  | V  | N  | D  | V  | N  | D   | V  | D   | D   | D   | D   | D   | N   | N   | V   | V   | D   | —                |
| Rang     | 7e | 3e | 4e | 2e | 4e | 3e | 5e | 6e | 6e | 8e | 8e | 8e | 7e | 6e | 7e | 8e | 8e | 7e | 7e | 9e | 8e | 9e | 10e | 8e | 10e | 10e | 10e | 11e | 11e | 11e | 11e | 11e | 10e | 11e | 0                |

## Joueurs et encadrement technique

### Effectif professionnel
Le tableau suivant liste l'effectif professionnel du Hertha Berlin pour la saison 2018-2019.

## Statistiques

### Statistiques collectives
| Compétition       | Débute au tour | Termine | Matches joués | Gagnés | Nuls | Perdus | Buts pour | Buts contre | Différence |
| ----------------- | -------------- | ------- | ------------- | ------ | ---- | ------ | --------- | ----------- | ---------- |
| Bundesliga        | -              | Onzième | 34            | 11     | 10   | 13     | 49        | 57          | -8         |
| Coupe d'Allemagne | Premier tour   | -       | 2             | 2      | 0    | 0      | 4         | 1           | +3         |
| Total             | -              | -       | 36            | 13     | 10   | 13     | 53        | 58          | -5         |

### Statistiques individuelles
Mis à jour le 23 décembre 2018
| Numéro | Nat. | Nom          | Championnat | Championnat | Championnat    | Championnat | Championnat  | Coupe d'Allemagne | Coupe d'Allemagne | Coupe d'Allemagne | Coupe d'Allemagne | Coupe d'Allemagne | Total | Total       | Total          | Total  | Total        |
| Numéro | Nat. | Nom          | M.j.        | But inscrit | Passe décisive | Averti      | Carton rouge | M.j.              | But inscrit       | Passe décisive    | Averti            | Carton rouge      | M.j.  | But inscrit | Passe décisive | Averti | Carton rouge |
| ------ | ---- | ------------ | ----------- | ----------- | -------------- | ----------- | ------------ | ----------------- | ----------------- | ----------------- | ----------------- | ----------------- | ----- | ----------- | -------------- | ------ | ------------ |
| 1      |      | Kraft        | 2           | 0           | 0              | 0           | 0            | 1                 | 0                 | 0                 | 0                 | 0                 | 3     | 0           | 0              | 0      | 0            |
| 2      |      | Pekarík      | 2           | 0           | 0              | 0           | 0            | 0                 | 0                 | 0                 | 0                 | 0                 | 2     | 0           | 0              | 0      | 0            |
| 3      |      | Skjelbred    | 7           | 0           | 1              | 2           | 0            | 0                 | 0                 | 0                 | 0                 | 0                 | 7     | 0           | 1              | 2      | 0            |
| 4      |      | Rekik        | 8           | 0           | 0              | 1           | 0            | 2                 | 0                 | 0                 | 1                 | 0                 | 10    | 0           | 0              | 2      | 0            |
| 5      |      | Stark        | 10          | 0           | 0              | 1           | 0            | 2                 | 0                 | 0                 | 0                 | 0                 | 12    | 0           | 0              | 1      | 0            |
| 6      |      | Darida       | 5           | 0           | 1              | 0           | 0            | 1                 | 0                 | 0                 | 1                 | 0                 | 6     | 0           | 1              | 1      | 0            |
| 8      |      | Kalou        | 14          | 2           | 1              | 0           | 0            | 2                 | 0                 | 0                 | 0                 | 0                 | 16    | 2           | 1              | 0      | 0            |
| 10     |      | Duda         | 16          | 7           | 0              | 3           | 0            | 2                 | 0                 | 1                 | 1                 | 0                 | 18    | 7           | 1              | 4      | 0            |
| 11     |      | Leckie       | 10          | 2           | 0              | 2           | 0            | 1                 | 0                 | 0                 | 0                 | 0                 | 11    | 2           | 0              | 2      | 0            |
| 13     |      | Klünter      | 1           | 0           | 0              | 1           | 0            | 0                 | 0                 | 0                 | 0                 | 0                 | 1     | 0           | 0              | 1      | 0            |
| 14     |      | Köpke        | 3           | 0           | 0              | 0           | 0            | 1                 | 0                 | 0                 | 0                 | 0                 | 4     | 0           | 0              | 0      | 0            |
| 15     |      | Grujić       | 7           | 1           | 0              | 2           | 0            | 0                 | 0                 | 0                 | 0                 | 0                 | 7     | 1           | 0              | 2      | 0            |
| 16     |      | Dilrosun     | 10          | 2           | 3              | 2           | 0            | 1                 | 0                 | 0                 | 0                 | 0                 | 11    | 2           | 3              | 2      | 0            |
| 17     |      | Mittelstädt  | 11          | 1           | 1              | 2           | 1            | 2                 | 1                 | 0                 | 0                 | 0                 | 13    | 2           | 1              | 2      | 1            |
| 19     |      | Ibišević     | 17          | 6           | 1              | 4           | 0            | 2                 | 2                 | 0                 | 0                 | 0                 | 19    | 8           | 1              | 4      | 0            |
| 20     |      | Lazaro       | 17          | 2           | 3              | 4           | 0            | 2                 | 0                 | 0                 | 1                 | 0                 | 19    | 2           | 3              | 5      | 0            |
| 21     |      | Plattenhardt | 13          | 0           | 2              | 3           | 0            | 2                 | 1                 | 0                 | 0                 | 0                 | 15    | 1           | 2              | 3      | 0            |
| 22     |      | Jarstein     | 16          | 0           | 0              | 1           | 0            | 1                 | 0                 | 0                 | 0                 | 0                 | 17    | 0           | 0              | 1      | 0            |
| 23     |      | Maier        | 16          | 0           | 0              | 2           | 0            | 2                 | 0                 | 0                 | 0                 | 0                 | 18    | 0           | 0              | 2      | 0            |
| 24     |      | Dárdai       | 5           | 0           | 0              | 0           | 0            | 1                 | 0                 | 0                 | 0                 | 0                 | 6     | 0           | 0              | 0      | 0            |
| 25     |      | Torunarigha  | 9           | 2           | 1              | 1           | 0            | 1                 | 0                 | 0                 | 0                 | 0                 | 10    | 2           | 1              | 1      | 0            |
| 27     |      | Selke        | 15          | 1           | 2              | 2           | 0            | 1                 | 0                 | 0                 | 0                 | 0                 | 16    | 1           | 2              | 2      | 0            |
| 28     |      | Lustenberger | 14          | 0           | 1              | 1           | 0            | 0                 | 0                 | 0                 | 0                 | 0                 | 14    | 0           | 1              | 1      | 0            |
| 31     |      | Luckassen    | 4           | 0           | 0              | 0           | 0            | 0                 | 0                 | 0                 | 0                 | 0                 | 4     | 0           | 0              | 0      | 0            |
| 32     |      | Jastrzembski | 3           | 0           | 0              | 1           | 0            | 1                 | 0                 | 1                 | 0                 | 0                 | 4     | 0           | 1              | 1      | 0            |